# Torrent de la Glière
Pour les articles homonymes, voir Glière.
Le torrent de la Glière est un torrent situé en France, dans le massif de la Vanoise, sur la commune de Pralognan-la-Vanoise, dans le département de la Savoie.

## Toponymie
Le cours d'eau donne son nom au vallon qu'elle emprunte jusqu'à Pralognan, aux chalets sur ses rives à l'arrivée des remontées mécaniques vers 2 000 mètres d'altitude.
Selon certaines sources, le torrent prend le nom de « Doron de Pralognan » dès en amont du village, à partir de la confluence avec les ruisseaux de l'Arcellin et du Dard aux pieds du Grand Marchet au sud et du mont Bochor au nord.

## Géographie
Le torrent de la Glière prend sa source au glacier des Grands Couloirs, sur l'adret de la Grande Casse, point culminant du département de la Savoie s'élevant à 3 855 mètres d'altitude, dans le massif de la Vanoise. Son cours est de 6,2 kilomètres de longueur jusqu'à sa confluence avec le Doron de Pralognan à son arrivée dans le village de Pralognan-la-Vanoise.
En quittant le glacier de la Grande Casse, le torrent de la Glière alimente le lac des Vaches (2 318 m) au pied au nord de l'aiguille de la Vanoise puis poursuit sa course dans le vallon de la Glière jusqu'au refuge des Barmettes à l'arrivée des remontées mécaniques de la station de Pralognan.
Son bassin versant de 128 km2 de superficie est quasi exclusivement composé de forêts et milieux semi-naturels.
Le torrent de la Glière possède quatre affluents : le ruisseau du Vallonnet en rive droite en aval du lac des Vaches, le ruisseau de l'Arcellin et le torrent du Dard en rive gauche en amont de Pralognan et enfin le ruisseau de l'Isertan en rive gauche au même niveau que son embouchure dans le Doron de Pralognan dans le village.

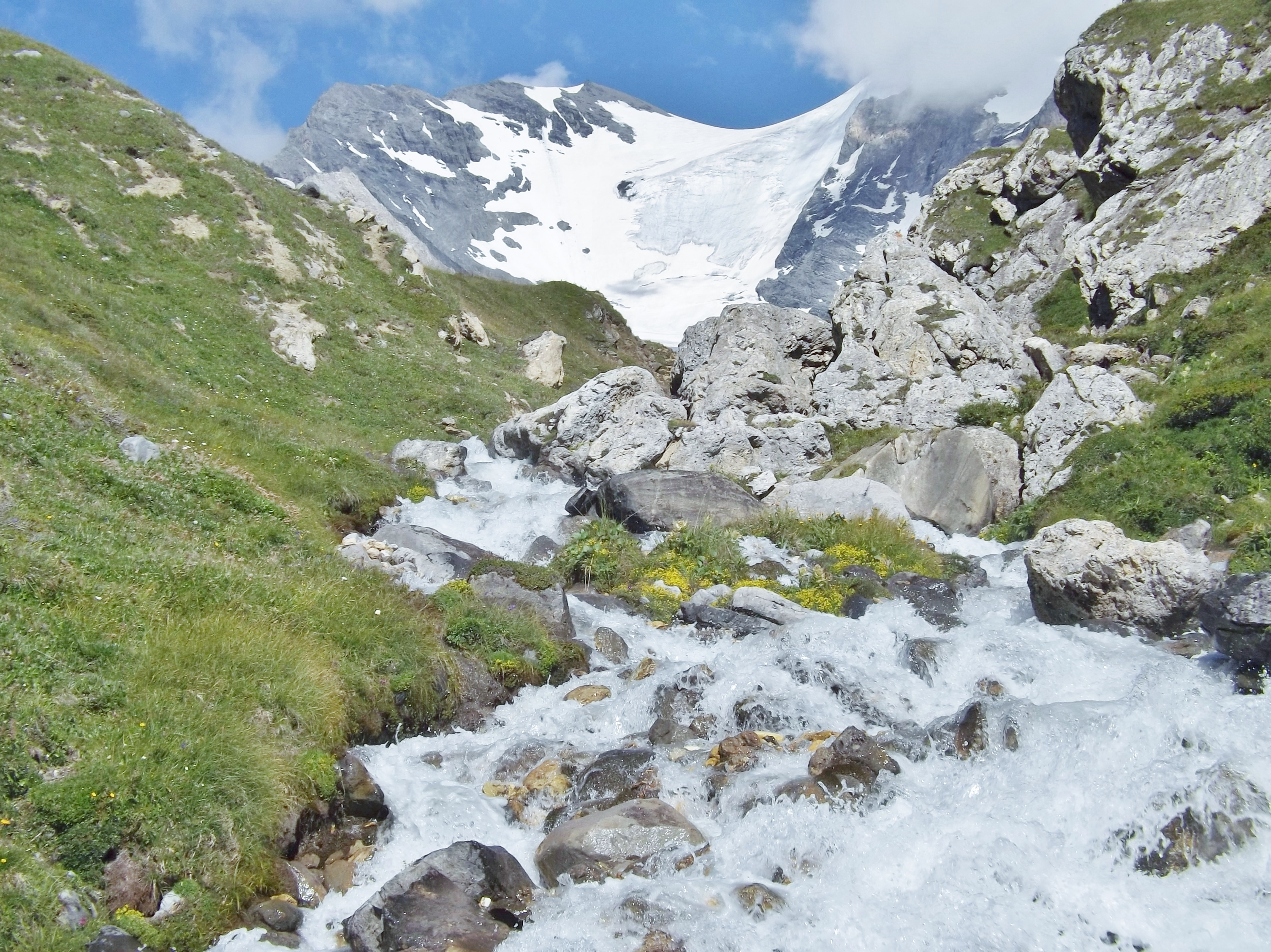
Le torrent de la Glière et le glacier des Grands Couloirs sur la Grande Casse.